# Lisa Poettinger
Lisa Poettinger (* 1996 in Murnau am Staffelsee) ist eine deutsche Klimaschutz-Aktivistin, Kapitalismus-Kritikerin und Autorin. 

## Leben
Lisa Poettinger legte 2015 ihr Abitur am Staffelsee-Gymnasium im bayrischen Murnau am Staffelsee ab. Schon als Schülerin engagierte sie sich in verschiedenen sozialen Projekten. Nach Abschluss ihrer Schulausbildung begann sie ein Studium an der Ludwig-Maximilians-Universität München für das Lehramt Gymnasium mit der Fächerkombination Englisch, Schulpsychologie, Ethik, Deutsch als Zweitsprache und Bildung für nachhaltige Entwicklung. Sie war 2021 Sprecherin des Bündnisses #noIAA in München. Von 2019 bis 2021 engagierte sie sich als Mitglied der Gruppe Extinction Rebellion, wo sie 2021 Sprecherin der Münchner Gruppe war. Im Juli 2021 erhielt sie wegen ihrer Aktionen eine Gefährderansprache vom polizeilichen Staatsschutz.
2022 war sie bei Demonstrationen rund um die Besetzung und Räumung von Lützerath vor Ort und im Januar 2024 Anmelderin der Großdemonstration Gemeinsam gegen Rechts in München.

### Vorläufige Nichtzulassung zum Referendariat
Das bayerische Kultusministerium begründete im November 2024 die Nichtzulassung zu einem für Februar 2025 beantragten Referendariat mit Poettingers Mitgliedschaft in den 2021 und 2023 vom Bayerischen Landesamt für Verfassungsschutz als linksextremistisch eingestuften Gruppierungen Smash IAA und Offenes Antikapitalistisches Klimatreffen München. Ferner wurde die Ablehnung durch diverse noch laufende Strafverfahren gestützt, unter anderem wegen Widerstands gegen Vollstreckungsbeamte im Rahmen der Demos gegen den Tagebau Garzweiler 2 im Jahr 2019 sowie der Sachbeschädigung von AfD-Wahlplakaten, die Poettinger mit den Worten „Wehret den Anfängen“ rechtfertigte. Poettinger bezeichnet sich selbst als Marxistin sowie als Verfechterin des Grundgesetzes und der bayerischen Verfassung.
Die Veröffentlichung des ablehnenden Bescheids durch die Süddeutsche Zeitung Ende Januar 2025 führte zu einem großen Medienecho und zog zahlreiche öffentliche Reaktionen und Kommentare nach sich. Nachdem das Thema daraufhin im bayerischen Ministerrat zur Sprache kam, verteidigte auch der Leiter der Staatskanzlei Florian Herrmann öffentlich die Ablehnung Poettingers: „Wir wollen weder Kommunisten noch Nazis in unseren Schulen“. Poettinger selbst kündigte rechtliche Schritte gegen die Verweigerung an, die sie als faktisches Berufsverbot bezeichnet. Das Kultusministerium erklärte, dass das Verfahren noch nicht abgeschlossen sei und Poettinger noch angehört werden soll. Am 31. Januar 2025 teilte Poettinger in einer Pressekonferenz mit, dass ihr im Falle des Versagens des Referendariats nur eine „prekäre Beschäftigung“ als Aushilfslehrkraft bleibe. Die Gewerkschaft Erziehung und Wissenschaft teilte mit, Poettinger gerichtlich unterstützen zu wollen.
Am 11. Februar 2025 veröffentlichte Poettinger auf X (vormals Twitter) und Bluesky die erste Seite des Ablehnungsbescheids des bayerischen Kultusministeriums, durch den ihr mitgeteilt wurde, dass sie nicht zum Referendariat zugelassen wird. Sie erklärte, beim Bayerischen Verwaltungsgericht München Klage gegen den Bescheid einreichen zu wollen. Am 25. April 2025 wurde bekannt, dass das Verwaltungsgericht den Eilantrag abgewiesen hat. Die Klägerin kann daher nicht per einstweiliger Verfügung ihr Referendariat beginnen und muss die Durchführung des Verfahrens in der Hauptsache abwarten, ggf. auch durch mehrere Instanzen.

## Veröffentlichungen
- Lisa Poettinger: Klimakollaps und soziale Kämpfe. Oekom Verlag, München 2025, ISBN 978-3-9872614-8-0.